# Kaburagia ensigallis
Kaburagia ensigallis är en insektsart. Kaburagia ensigallis ingår i släktet Kaburagia och familjen långrörsbladlöss. Inga underarter finns listade i Catalogue of Life.